# Le Monde
A Le Monde (magyarul: A Világ) francia napilap. Párizsban délutánonként jelenik meg, Franciaország más területein kicsit később, az esti órákban. Hubert Beuve-Méry alapította 1944-ben..

## Irányultsága, hitelessége
A lap középen állónak, pártoktól és kormányoktól függetlennek mondja magát, ugyanakkor középtől balra állónak is jellemzik, és az Institut français d'opinion publique (Ifop) 2012-ben készült felmérése szerint olvasóinak 63 százaléka baloldali. Magyarországon leggyakrabban mint liberális napilapot jellemzik. Mindazonáltal mértékadónak, alaposnak, hitelesnek tartják, a francia külügyminisztériumhoz fűződő hagyományos kapcsolatai révén kiszivárogtatott információkat is rendszeresen közöl.

## Története
Elődje az 1861-ben alapított Le Temp című napilap volt, amely azonban a második világháborúban kompromittálódott a német megszállás időszakában. A lap alapítására Charles de Gaulle kérte fel Beuve-Méryt, 1944-ben, aki a lap elindításához a teljes függetlenséget kötötte ki feltételként. A lap létrehozásához magánszemélyek biztosították a pénzt, az első szám néhány hónappal Párizs felszabadítása után, 1944. december 19-én jelent meg. 1951-re alakult ki egy olyan részvénytársasági forma, ahol a lap dolgozói (újságírók, alkalmazottak, nyomdászok) birtokolták a részvények 28 százalékát. 1954-ben Beuve-Méry és a magyar származású Honti Ferenc megalapították a hírlap külpolitikai magazinját, a hetente megjelenő Le Monde diplomatique-ot, melynek Honti lett a főszerkesztője 1973-as nyugdíjba vonulásáig. 1956-ban vásárolták meg első székházukat a rue des Italiensen, ahol 1989-ig volt a szerkesztőség. Ma Párizs XIII. kerületében, a Boulevard Auguste Blanqui 80 szám alatti modern irodaházban működik a lap. Hubert Beuve-Méry - aki nem főszerkesztő, hanem lapigazgató volt - 1969-ben ment nyugdíjba.

## Példányszáma
A Le Monde nem a legnagyobb példányszámú napilap Franciaországban, tekintélye azonban túlnő a megjelenési adatokon. Korábban a külföldön legolvasottabb francia lapként tartották számon, a 2000-es években Franciaországon kívül 40 ezer példány kelt el, 2012-ben azonban már csak 26 ezer.
Franciaországban kezdetben 150 ezer példányban jelent meg, 1958-ban 221 ezer, 1969-ben már közel félmillió példányt adtak ki,  az internet elterjedtével a Le Monde megjelenési számai is csökkenő tendenciát mutattak, 2018-ban már csak 288 ezer lapot nyomtattak.

## Érdekesség
Azonos címmel 1860 és 1896 között megjelent már párizsi napilap.